# Tetima (Republika Serbska)
Tetima (cyr. Тетима) – wieś w Bośni i Hercegowinie, w Republice Serbskiej, w gminie Derventa. W 2013 roku liczyła 254 mieszkańców.